# Tenchi Muyō! (Fernsehserie)
Tenchi Muyō! (jap. 天地無用!, Tenchi Muyō!) ist eine Anime-Fernsehserie aus dem Jahr 1995. Sie ist eine Adaption der OVA-Reihe Tenchi Muyō! Ryōōki. 

## Handlung

### Erdkapitel (地球篇,Chikyū-hen)
Der Schüler Tenchi Masaki lebt mit seinem Vater und seinem Großvater auf dem Gelände eines Shintō-Schreins im ländlichen Japan. Sein Großvater Katsuhito Masaki ist Priester des Schreins und sein Vater und Katsuhitos Schwiegersohn Nobuyuki Masaki arbeitet als Architekt. Eines Tages stürzen bei dem Schrein zwei Raumschiffe ab und bringen die Weltraumpiratin Ryōko und die sie verfolgende Polizistin Mihoshi Kuramitsu auf die Erde. Während Ryōko draufgängerisch und rücksichtslos ist und sich sogleich in Tenchi verliebt, ist Mihoshi naiv, einfältig und tollpatschig. Während Mihoshi wegen ihres zerstörten Raumschiffs auf der Erde bleiben muss, will sich Ryōko auf der Erde verstecken und bei Tenchi bleiben. Ihr lebendiges Raumschiff Ryōōki hat meist die Gestalt eines Hasen-Katzen-artigen Tieres mit einer Vorliebe für Karotten. 
Durch einen weiteren Absturz kommen die Weltraumprinzessinnen Aeka und Sasami vom Planeten Jurai auf die Erde, wobei sich die ältere Aeka in Tenchi verliebt und einen ständigen Streit mit Ryōko um ihn beginnt. Auch Mihoshis Partnerin Kiyone Makibi kommt auf die Erde, um ihre ungeliebte Partnerin abzuholen. Doch werden daraufhin beide auf die Erde versetzt. Durch einen Zufall erwecken Tenchi und seine Freunde außerdem die verrückte außerirdische Wissenschaftlerin Washu Hakubi, die unter dem Schrein versiegelt wurde, da sie vor langer Zeit fast das Universum zerstört hätte. All diese außerirdischen Frauen bringen mit ihrem Streit, ihren Erfindungen und Problemen viel Aufruhr in Tenchis Leben.

### Weltraumkapitel (宇宙篇,Uchū-hen)
Plötzlich jedoch taucht die Flotte von Jurai auf und will Aeka und Sasami gefangen nehmen, da sie wegen Hochverrats angeklagt sind. Zwar können sie gerettet werden, doch sind nun alle neun gesuchte Verbrecher, samt Tenchi und seiner Familie. Um ihre Unschuld zu beweisen und den Grund für die Anklage herauszufinden, reisen sie gemeinsam nach Jurai. Trotz vieler Hindernisse unterwegs kommen sie dort an und erfahren, dass nun Kagato auf Jurai regiert, ein legendärer machthungriger Schwertkämpfer, der die Macht Jurais zur Eroberung einsetzen will. Tenchis Großvater entpuppt sich als Yōsho, ein ebenso legendärer Krieger Jurais, der vor langer Zeit Kagato vertrieb und dann verschwand. Nun erweckt er im Heiligtum Jurais die zwei Wächter Jurais wieder zum Leben und gemeinsam kämpfen sie gegen Kagato. Schließlich ist es an Tenchi, Kagato zu besiegen. Während des Kampfes kann Tenchi die auch in ihm liegende Macht Jurais mobilisieren und gewinnt gegen Kagato. Schließlich kehrt Tenchi, obwohl er nun Kronprinz Jurais ist, zurück zu Erde.

## Produktion und Veröffentlichung
Die Serie wurde 1995 vom Studio Anime International Company unter der Regie von Hiroshi Negishi produziert, das Konzept der Serie entwarf Ryoe Tsukimura. Das Charakterdesign stammt von Hiroyuki Horiuchi und für die künstlerische Leitung war Chitose Asakura verantwortlich. Pioneer LDC war an der Produktion beteiligt und übernahm später auch für den Vertrieb der Serie.
Die Erstausstrahlung der 26 Folgen fand vom 2. April bis 24. September 1995 bei TV Tokyo in Japan statt. Im Jahr 2000 folgte eine Ausstrahlung in den USA als Tenchi Universe, mittlerweile lief die Serie dort bereits auf mehreren Sendern. Auch Übersetzungen ins Spanische, Portugiesische und Tagalog wurden produziert. 

### Synchronisation
| Rolle             | japanischer Sprecher (Seiyū) |
| ----------------- | ---------------------------- |
| Tenchi Masaki     | Masami Kikuchi               |
| Ryōko             | Ai Orikasa                   |
| Aeka              | Yumi Takada                  |
| Sasami            | Chisa Yokoyama               |
| Mihoshi Kuramitsu | Yūko Mizutani                |
| Kiyone Makibi     | Yuri Amano                   |
| Washu Hakubi      | Yūko Kobayashi               |
| Katsuhito Masaki  | Takeshi Aono                 |
| Nobuyuki Masaki   | Takeshi Aono                 |

### Musik
Die Musik der Serie wurde komponiert von Seikō Nagaoka. Für den Vorspann verwendete man das Lied Tenchi Muyō! von Sonia. Die Anspanne wurden mit dem Titel Up-walk in Galaxy unterlegt, wechselnd gesungen von Ai Orikasa und Yumi Takada. In der englischen Fassung wird das Lied von Diane Michelle interpretiert.

## Rezeption
In der Zeitschrift Funime wird auf die geringe Zeichen- und Animationsqualität im Vergleich zur OVA-Reihe hingewiesen, was bei Fernsehserien üblich ist. Die Figuren sind im Vergleich zur Vorlage etwas abgewandelt, einige dazuerfunden und mit der Zeit nimmt die Handlung eigene Wege. Dabei wirkten jedoch einige Charaktere wie „Abziehbilder“ und Karikaturen verglichen mit denen der OVA. Die Serie sei nicht schlecht, aber bei weitem nicht das Beste von Tenchi Muyo.